# Crysis. Легион
Crysis: Legion — художественный научно-фантастический роман, написанный канадским писателем-фантастом Питером Уоттсом и являющийся новеллизацией компьютерной игры «Crysis 2» разработки Crytek.
«Crysis: Legion» был издан отдельной книгой 22 марта 2011 года — в день выхода «Crysis 2». Издателем романа является Del Rey Books. Действие «Crysis: Legion» разворачивается в рамках вымышленной вселенной серии игр Crysis, в Нью-Йорке, подвергающемуся нападению инопланетных захватчиков. Повествование ведётся от лица Алькатраса — главного героя романа и игры, — морского пехотинца, который волею случая стал обладателем нанокостюма и борется с пришельцами.

## История
24 марта 2010 года игровой общественности стало известно, что ведущим сценаристом «Crysis 2» является Питер Уоттс (англ. Peter Watts), канадский писатель-фантаст, чей роман «Ложная слепота» номинировался на премии Хьюго и Джона Кемпбелла. Информация о том, что именно Уоттс является ведущим сценаристом игры, стала известна благодаря судебному делу, которое признало Уоттса виновным в нападении на офицера таможенной службы США. Однако 9 апреля 2010 года Electronic Arts опубликовала официальный пресс-релиз, в котором вместе с Crytek сообщила, что сюжет «Crysis 2» пишет британский писатель-фантаст Ричард Морган, чьи научно-фантастические произведения неоднократно отмечались наградами, такими как Награда имени Филиппа Дика. О Питере Уоттсе и его работе над «Crysis 2» в этом пресс-релизе ничего сказано не было.
Первые сведения о романе «Crysis: Legion» появились 1 декабря 2010 года, когда компания Crytek, разработчик всех игр серии «Crysis», совместно с Del Rey Books анонсировали новеллизацию «Crysis 2» за авторством Питера Уоттса. Была описана завязка сюжета, примерная дата выхода (март 2011 года) и некоторые другие сведения.
22 марта 2011 года, в день выхода «Crysis 2», был выпущен «Crysis: Legion» в виде самостоятельной 320-страничной книги.
8 апреля 2011 года в продаже появилось 400-страничное издание романа от лондонского издательского дома Titan Books, который специализируется графических новеллах, книжных адаптациях и комиксах.

## Сюжет
«Crysis: Legion» базируется на сюжете компьютерной игры «Crysis 2», являясь её новеллизацией. Как и в «Crysis 2», в «Crysis: Legion» главным героем, от лица которого ведётся повествование, является морской пехотинец США с позывным именем Алькатрас (англ. Alcatraz). Основным отличием сюжета игры от романа является акцент последнего именно на Алькатрасе: если в игре он является «классическим» обезличенным и немым игровым персонажем, то в романе Уоттс сделал его персонификацию. Уоттс ведёт повествование от лица Алькатраса, раскрывая его характер, мотивацию, точку зрения, размышления и вспоминания.
Действие «Crysis: Legion» разворачивается в 2023 году, в Нью-Йорке, подвергшемуся нападению инопланетян под названием Цефы (англ. Ceph), которые, помимо истребления людей, распространили неизвестную смертельную инфекцию, которая убивает людей с очень высокой скоростью. Город в хаосе, многие постройки превратились в руины, бушуют пожары, жители стараются покинуть город. Помимо инопланетян, в городе присутствуют войска частной военной компании «C.E.L.L.», которые осуществляют санитарный контроль над инфицированными гражданами и сражаются с инопланетянами.
Главный герой является членом отряда морских пехотинцев, посланных на подводной лодке в Манхеттен с целью найти, защитить и вывести из города доктора Натана Гулда. Однако на подходе к берегу подводная лодка подвергается нападению инопланетян, весь её экипаж и отряд морпехов гибнет, а Алькатрас смертельно ранен. Его спасает Пророк, оперативник отряда «Дельта», впервые появившийся в игре «Crysis» 2007 года. Пророк одет в нанокостюм — высокотехнологичное и загадочное устройство, своеобразный скафандр и экзоскелет, придающий своему носителю множество сверхспособностей, включая невидимость, лечение и поддержание жизни носителя, а также чрезвычайную силу, скорость, реакцию и зрение. Пророк заражён инопланетной инфекцией, и он снимает свой нанокостюм и надевает его на Алькатраса, тем самым спасая последнего от смертельных ранений, после чего сам погибает. Теперь Алькатрас должен выполнить миссию, которая предназначалась для Пророка.

## Рецензии
На «Crysis: Legion» было написано множество рецензий, в которых роману были даны неоднозначные оценки.
Мэтт Стэггс (англ. Matt Staggs), рецензент Suvudu, в целом довольно положительно оценил роман. Он похвалил то, как Уоттс превратил «одномерного» обезличенного Алькатраса в думающего, сомневающегося и размышляющего персонажа, обладающего своей точкой зрения на происходящее. По мнению Стэггса, Алькатрас в сочетании с нанокостюмом представляет собой аутентичного и интересного героя. Обозреватель также отметил, что «Crysis: Legion» вероятно будет хитом среди поклонников «Crysis 2», однако преимуществом романа является то, что он будет понятен и интересен людям, не знакомым с играми серии «Crysis».
Рецензент сайта blogomatic3000 отметил высокое качество романа, заявив, что он абсолютно понятен и интересен тем, кто не знаком с «Crysis 2». Также журналист похвалил высокое качество новеллизации: Уоттсу удалось органично включить в книгу сюжет и даже геймплей игры. Также, по мнению обозревателя, в книге блестяще описаны инопланетяне и атмосфера Нью-Йорка. Однако произведение имеет и недостатки, главный из которых — сильная привязка к сюжету игры, которая ограничивает и «сковывает» возможности автора. По мнению рецензента, лучшие новеллизации компьютерных игр — это те, которые не следуют сюжету самих игр, а развивают и расширяют их вселенную. «Crysis: Legion» к таким романам не относится: она хоть и будет интересна фанатам игры, однако для не-игроков покажется немного безвкусной.
Марко Фьйори (англ. Marco Fiori), обозреватель сайта Xboxer360.com, отрицательно описал решение Уоттса изобразить Алькатраса «хрюкающим, грубым и страшным» человеком, использующим множество обсценной лексики в своих высказываниях и раздумьях. Согласно рецензенту, Алькатрас не является примером образцового солдата будущего, и по высказываниям и способу мышления он намного ближе к Дюку Нюкему, чем к Шекспиру. Фьори пишет, что Уоттс писал роман «с оглядкой» на фанатов игры, он описывает мир грубо, не стесняясь детальных и натуралистичных описаний насилия, кровопролития и жестокости по отношению к невинным жертвам. В итоге, по мнению обозревателя, «Crysis: Legion» является приличным романом-новеллизацией компьютерной игры, развлекательным и не требующим значительных умственных усилий, однако он не является чем-то особенным и необыкновенным.
Дэвид Дэлгиш (англ. David Dalglish), сотрудник сайта dailyebookreviews, в своей краткой рецензии на «Crysis: Legion» поставил роману четыре звезды и отметил, что произведение не предложит ничего чрезвычайно поразительного тем фанатам, которые прошли игру, однако автор проделал отличную работу и «Crysis: Legion» даст хорошую порцию развлечения и удовольствия фанатам игры.
Обозреватель сайта The Gaming Review отметил, что Уоттс выбрал очень необычный подход к новеллизации: тогда как большинство новелл по играм не описывают то же самое, что и игра, а исследуют другие моменты и места игрового мира, «Crysis: Legion» чётко следует по сюжету игры, и игравшие в «Crysis 2» легко смогут сопоставить части игры и книги. Рецензент отмечает, что повествование романа жестокое и натуралистичное, язык Алькатраса груб и вульгарен, и книгу не можно рекомендовать детям. Однако этот стиль «вливает жизнь» в главного героя, делая из него человека. Согласно журналисту, автору удалось хорошо передать отношение Алькатраса к нанокостюму и окружающей обстановке, и роман довольно легко затягивает читателя и качественно погружает его в атмосферу действий. В итоге обозреватель обращается к читателю рецензии и сообщает, что если он играл в «Crysis 2», но не является фанатом игры, то «Crysis: Legion» не будет ему интересен. Однако для любителя научно-фантастической литературы и фаната серии «Crysis» книга будет несомненно интересной.
Дэн Пирсон (англ. Dan Pearson), журналист сайта SquareGo, обозревавший роман, похвалил его за удачный выбор лица, от которого ведётся повествование, и отметил, что книга конкретизирует и детально раскрывает детали, которые были неясными или недостаточно выраженными в самой игре. К примеру, Уоттс намного детальнее описывает инопланетную инфекцию и некоторые сражения Алькатраса с войсками «C.E.L.L.». Пирсон утверждает, что «Crysis: Legion» очень неплох как сопроводительный материал к «Crysis 2», дополняющий и раскрывающий игру, однако в некоторых местах повествования у него «хромает действие» и из-за жестокости и неформального языка книгу нельзя рекомендовать детям.
Кит Гудлайфф (англ. Kit Goodliffe), рецензент Itchy Thumbs, заявил, что Уоттс взял на себя тяжелую задачу в придании индивидуальности обезличенному и обеззвученному герою из игры. Гудлайфф заявил, что персонаж Уоттса вышел несколько одномерным, примитивным и «утомительным», однако автор романа справился со своей тяжелой задачей, повествование держит читателя в напряжении, а описание внутреннего мира Алькатраса является более интересным, нежели описание боевых сцен. Рецензент отметил, что «Crysis: Legion» является новеллизацией шутера от первого лица, а этот жанр сосредоточен на одном герое и вокруг его активных боевых действий. Эта привязка оставила отрицательный отпечаток на романе, сделав его несколько скучным, шаблонным и повторяющимся. Обозреватель утверждает, что, несмотря на повторение боевых действий на протяжении всего романа, Уоттсу удалось максимально разнообразить их и сделать более интересными. Это достигается за счёт сюжетных вставок в основное повествование, представляющих собой отрывки репортажей, переговоров и стенограмм, более глубоко раскрывающих мир книги и служащих своеобразной передышкой от основной линии. Вторым достоинством повествования Гудлайфф назвал нанокостюм, описание его возможностей и характеристик, читать которые более интересно, чем играть в нём в «Crysis 2». Ещё одним достоинством, по мнению рецензента, являются воспоминания Алькатраса, в которые он углубляется время от времени и которые служат его мотиватором. Подводя итог, журналист заявляет, что «Crysis: Legion» является боевиком, экшн-произведением, и со своей задачей он справляется неплохо. Гудлайфф пишет, что роман будет интересен любителям боевиков и фанатам игры, желающим более полно узнать её мир, однако всё же сама «Crysis 2» является более интересной, чем её художественное описание от первого лица.
Пол Колетт (англ. Paul Collett), рецензент сайта Thumb Culture, в рецензии на «Crysis: Legion» написал, что он не играл ни в какую игру из серии «Crysis» и не знаком с этой вселенной, однако без трудностей и проблем принял и усвоил роман. В этом, по мнению Колетта, заключается преимущество произведения. Также рецензент хорошо отозвался об эффективно описанных охваченным войной, хаосом и смятением Нью-Йорке, инопланетянах, а также об очень хорошей «персонализации» Алькатраса: его личность, мотивы, мнения и решения, смятения и страх, а также ощущения от нанокостюма и осознания своего симбиоза с ним описаны ярко и отчётливо. Колетт утверждает, что «Crysis: Legion» является автономным произведением: он будет интересен как фанатам игры, так и тем, кто не знаком с серией «Crysis». Однако книга не предлагает ничего кардинально нового во вселенной «Crysis», она не расширяет её.
Обозреватель сайта sci-fi-online Чарльз Пэккер (англ. Charles Packer) в рецензии на роман заявил, что новеллизация игр — это опасный бизнес, и большинство авторов разворачивают действия своих произведений в вымышленных мирах, созданных этими играми, но не пересказывают непосредственно сюжеты игр. Однако Уоттс решил пойти тяжелым путём, который в итоге, по мнению Пэккера, оказался успешным. Рецензент утверждает, что первоклассное мастерство Уоттса смогло сделать «Crysis: Legion» интересным и динамичным произведением, однако автор не смог полностью устранить саму суть игры — постоянные перестрелки с видом от первого лица, — хоть и пытался это сделать очень качественно. Рецензент заявляет, что из-за повествования от первого лица все остальные персонажи не имеют глубины. В целом, согласно Пэккеру, роман «Crysis: Legion» имеет недостатки, которые, однако, не мешают ему быть интересным произведением.